# ناویس (تگزاس)
ناویس، تگزاس (به انگلیسی: Novice, Texas) یک شهر در ایالات متحده آمریکا با جمعیت ۱۴۲ نفر است که در تگزاس واقع شده‌است.

## موقعیت جغرافیایی
موقعیت جغرافیایی شهرها و مناطق اطراف به شرح زیر است: